# Camino Aragonés
Il Cammino Aragonese (in spagnolo Camino Aragonés, in basco Aragoiko bidea) è una delle ramificazioni del Camino Francés del Cammino di Santiago di Compostela. Inizia al passo del Somport e si ricongiunge con la tratta principale nei pressi di Puente la Reina, più precisamente a Obanos, in Navarra, dopo aver attraversato la comunità autonoma di Aragona.
In particolare, le località attraversate sono:
- Passo del Somport
- Canfranc
- Jaca
- Arrés
- Artieda
- Sangüesa
- Monreal
- Obanos
- Puente la Reina

Il Cammino Aragonese non è altro che la parte spagnola della Via Tolosana, che congiungeva Arles con Santiago di Compostela. Essendo la più meridionale delle vie di pellegrinaggio era anche quella percorsa normalmente dai pellegrini provenienti dall'Italia.
Il percorso comincia al passo del Somport, l'antico summus portus, attualmente punto di confine tra la Francia e la Spagna. Solo a partire da questa località si comincia a trovare la segnaletica tipica del Camino de Santiago, ma in realtà l'antico percorso è segnato anche in Francia come GR 653. Dal passo del Somport Santiago dista circa 858 chilometri, il Cammino Aragonese è quindi circa 100 chilometri più lungo del Cammino Navarro che parte da Saint-Jean-Pied-de-Port e che a Puente la Reina crea il Camino Francés.
Nei tempi moderni, molti pellegrini scelgono questo percorso perché, nella parte francese, transita vicino a Lourdes, raggiungibile con una breve deviazione dal tracciato storico.